# Марко Бабич
Марко Бабич (на сърбохърватски: Marko Babić) е хърватски футболист, роден на 28 януари 1981 г. в Осиек.
До 1999 г. играе в Осиек, от 2000 г. насам е футболист на немския клуб Байер Леверкузен.
Към 12 юли 2004 г. има изиграни 21 мача за националния отбор на Хърватска.